# Олма (приток Кулоя)
Олма — река на севере Архангельской области, правый приток реки Кулой.
Образуется слиянием рек Чёрная Олма и Светлая Олма. Длина реки — 28 км, площадь водосборного бассейна насчитывает 732 км².
Код водного объекта — 03030000312103000041777.

## Топографические карты
- Лист карты Q-38-111,112 Пинега. Масштаб: 1 : 100 000. Издание 1998 г.
- Лист карты Q-38-99,100 озеро  Ценогорское. Масштаб: 1 : 100 000. Указать дату выпуска/состояния местности.